# Artur Osona i Formentí
Artur Osona i Formentí (Barcelona, 1840 - Barcelona, 20 de febrer de 1901) fou un excursionista, comerciant i escriptor català. Col·laborà en diverses publicacions (La Renaixença, Diario de Cataluña, Butlletí de l'Associació d'Excursions Catalana i molts altres). Publicà catorze guies excursionistes (reeditades diverses vegades).
Nat a Barcelona, els primers anys visqué a Igualada. La seva joventut posteriorment la va passar a França. Lligat al poble de Breda per les llargues estances que feu allà una casa d'estiueig que posseí la família, va establir una representació a Barcelona amb dipòsit d'articles per a argenter. Malgrat que disposava de viatjants es reservava les rutes del principat per mantenir el contacte amb la gent del país que el va veure néixer. Va contraure matrimoni l'any 1865 amb Manela Vila. Amb la seva parella va fer innumerables excursions a cavall i a peu, exercitant en molts casos l'art de la pesca. No varen tenir fills.
El seu domicili estava establert en un xalet a Sant Gervasi de Cassoles on en el jardí tenia la tomba del seu gos que li havia tingut molta estimació. En aquest domicili Artur Osona acull Bosch de la Trinxeria el 1888 quan aquest últim ve a Barcelona amb motiu de l'Exposició Universal. El seu primer viatge fora del país per motius laborals el feu el 1867 als Alps. A causa de la seva professió viatjà molt per l'estranger. Sobretot per Suïssa on anava tres o quatre vegades l'any.
Fou membre de l'Associació Catalana d'excursions científiques que posteriorment es convertiria en el Centre Excursionista de Catalunya. Personatge cabdal en la història de l'entitat, destacà pel seu caràcter, la passió per la muntanya i la frondositat de publicacions que va fer. Tenia tres fòbies: una contra Castella i els polítics madrilenys, l'altra contra la muntanya de Montserrat per la predilecció dels catalans en detriment d'altres indrets de superior bellesa i la tercera contra les vinyes. Patriota apassionat i romàntic però una mica elemental en les seves opinions malgrat que en algunes obres es perfila el seu afrancesament ideològic. Gran enamorat d'Andorra que considerava la seva germana petita. El motiu de l'atracció que Osona sentia per Andorra cal buscar-lo en el seu catalanisme quasi visceral. Acostumava a passar el mes d'agost als balnearis de cal Batalla o de cal Cisco del Prat d'Escaldes a les valls d'Andorra. Recomanava de manera especial aquest últim. Amb el seu propietari, el metge Francesc Pla, va establir una gran amistat i compartiren nombroses excursions i passejades per les contrades andorranes. Aquesta passió per Andorra fou motiu pel qual fou nomenat fill adoptiu d'aquest territori el 1897 pels seus «serveis i sacrificis». Li donaren la carta de naturalesa perquè es pogués sentir natural d'un país on el català era la llengua oficial i el govern de Castella no pintava res. Així, no va obtenir la nacionalitat –que és el que hauria volgut–, però sí la residència del país andorrà.
Home tenaç i volenterós, caminador infatigable, gran excursionista d'esperit selecte i coneixedor de les belleses de la terra catalana, va recórrer tota Catalunya des del Pirineu fins al Montsant i des del Cadí fins a la zona litoral. En les ressenyes de les seves excursions declara ell mateix que algunes persones li feien advertiments sobre el que era més adequat fer o no fer però s'entestava a no deixar-se influir i fer la seva. Al mateix temps era home de caràcter franc i jovial amb una modèstia summa. Caminador de primera força com deia Ramon Arabia. Considerava els amics amb veritable efusió d'aquí que les seves obres estiguessin dedicades com la Guia de l'Alt Vallés a Francesc Maspons i Labrós, la Guia del Lluçanès a Artur Mola i Camo, la Guia de Montserrat al Camp de Tarragona dedicada a Igualada en record de la gent que el va acollir i la Guia de les serres del Camp de Tarragona dedicada als germans Antoni i Enric Ferrater. El 1881 junt amb Cesar August Torras, Garcia Vilamala i Antoni Massó fou comissionat per fer un refugi al cim del Turó de l'Home al Montseny que no es va poder constriuir per les dificultats del lloc.
Intervení en diverses publicacions tant en l'ACEC com en l'AEC. Així mateix va col·laborar en publicacions com La Renaixença i el Diario de Cataluña. Va publicar catorze guies excursionistes que moltes foren reeditades com la dedicada al Principat: Andorra. Guia itinerària i ressenya geogràfica-històrica de les Valls (1894), que formava part de la Guia itinerària del Llussanès, Pirineus, Cerdanya, Andorra i Cadí.
Morí a Barcelona el dimecres de cendra de 1901 i en el seu testament deixa disposat que totes les seves guies passin a titularitat del CEC a fi i efecte que els beneficis de les vendes fossin destinades a la construcció del refugi del Turó de l'Home que havia de portar el seu nom. Després de a la seva mort moltes institucions li han fet homenatges molt significatius.